# Подравска бригада Миховил Павлек Мишкина
Подравска бригада „Миховил Павлек Мишкина“ (Трећа бригада 32. дивизије НОВЈ) формирана је 19. новембра 1944. године у Ђурђевцу (Подравина). У њен састав су ушли 4. батаљон бригаде Матија Губец, 4. батаљон Ударне бригаде „Браћа Радић“ и Подравски НОП одред Источне групе одреда 10. корпуса НОВЈ, након чега је одмах ушла у састав 32. загорске дивизије као њена Трећа бригада.
У свом саставу имала је три батаљона са око 800 бораца.

## Борбени пут бригаде
Код Новиграда Подравског одбила је 3. децембра напад усташке колоне из Копривнице, док се 10. децембра пребацила код села Вир-Букевље (близу Ђурђевца) преко реке Драве и безуспешно напала непријатељску посаду у селу Ждала. Сутрадан је Драву прешла и Ударна бригада „Браћа Радић“. Обе бригаде поновно су напале Ждалу, али због продора јаких непријатељских јединица из Копривнице у правцу Ждале, биле су приморане да се повуку на десну обалу Драве. У другој половини децембра бригада је водила борбе на простору Ђурђевац–Клоштар Подравски код Клоштра, Пруговца, Турнашице и других места.
Учествовала је 6. јануара 1945. у нападу на немачке јединице код Шпишић Буковице, Лозана и Старог Градца, 8. јануара код Питомаче, Грубишног Поља и Малог Грђевца против делова немачке Прве козачке коњичке дивизије, домобранске Прве пешачке дивизије и Павелићевог гардијског здруга.
Почетком фебруара пребацила се у рејон Дарувара где је водила борбе до почетка марта. Од 8. до 22. марта пренела је тежиште дејстава у рејон Бјеловара, Поповаче и Херцеговца, а 9. априла одбила је напад непријатељских снага код Мартинца (близу Чазме).
У завршним операцијама за ослобођење Југославије учествовала је у ослобођењу Сухопоља, Сухопољског Борова, Пчелића, Наудовца и других места у Подравини и Мославини.
Одликована је Орденом заслуга за народ.